# 歐登塞河
欧登塞河（丹麥語：Odense Å）是丹麥中部位於菲英島上的河流，河道全長約60公里，以菲英島首府欧登塞命名。河岸有小船出租，供遊客沿著河道遊覽。

## 環境效益
1905年時城市居民尚未有環保意識，都市發展以工業為主，當時的奧登斯河猶同臭水溝，居民敬而遠之，直到1990年哥本哈根市政府興建汙水處理廠後，乾淨的放流水讓河川自行淨化改善水質，沿岸開始出現水鴨及鮭魚迴游。
55°26′13″N 10°25′22″E / 55.43694°N 10.42278°E